# Sankt Georgen an der Stiefing
Sankt Georgen an der Stiefing är en ort och kommun i Österrike. Den ligger i distriktet Leibnitz i förbundslandet Steiermark.
Kommunen består av elva orter (Ortschaften) (inom parentes invånarantal 1 januari 2024):

- Alla (24)
- Baldau (156)
- Gerbersdorf (50)
- Hart bei Wildon (146)
- Kurzragnitz (122)
- Lappach (105)
- Neudorf (270)
- Prentern (35)
- Sankt Georgen an der Stiefing (571)
- Stiefing (80)
- Stiefingberg (43)